# Svenstavik
Svenstavik is de hoofdplaats en grootste plaats van de Zweedse gemeente Berg in het landschap Jämtland en de provincie Jämtlands län. De plaats heeft 948 inwoners (2005) en een oppervlakte van 151 hectare.
Svenstavik (vik betekent haven) ligt aan de uiterste zuidpunt van een noord-zuid uitloper van het Storsjön, waaraan ook Östersund (64 km verder) ligt. Komend vanuit het zuiden moet je hier een keus maken om via de oostelijk route (de Europese weg 45) of de westelijke route (de Länsväg 321) om het Storsön heen te gaan; de oostelijke route is zonder meer het kortst; als men van natuur en stilte houdt kiest men de westelijke route. Sinds enige jaren kan men ook binnendoor (Svenstavik - Myrviken - Oviken - Orrviken - veer naar Frosö - Östersund).
De plaats is vernoemd naar een berg van 548 meter hoog die op een schiereiland in de uitloper van het meer ligt.

## Verkeer en vervoer
Bij de plaats lopen de E45 en Länsväg 321.
In de zomer is Svenstavik ook te bereiken via de toeristenspoorlijn Inlandsbanan, er is een treinstation in het dorp.